# Équipe de France de football en 1939
Chronologie
Saison précédente Saison suivante
Cet article traite de l'année 1939 de l'Équipe de France de football.
- Mattler bat le record de sélections.

## Les matchs
| Date            | Stade                                           | Adversaire     | Score | Comp | Buteurs français                                    |
| 22 janvier 1939 | Parc des Princes Paris, France                  | Pologne        | V 4-0 | A    | Veinante (16e& 57e), Heisserer (41e), Zatelli (70e) |
| 16 mars 1939    | Parc des Princes Paris, France                  | Hongrie        | N 2-2 | A    | Ben Barek (15e) & Heisserer (87e)                   |
| 18 mai 1939     | Stade du Heysel Bruxelles, Belgique             | Belgique       | V 3-1 | A    | Koranyi (28e& 85e), Mathé (48e)                     |
| 21 mai 1939     | Stade olympique Yves-du-Manoir Colombes, France | Pays de Galles | V 2-1 | A    | Bigot (10e) & Koranyi (13e)                         |

A : match amical.

## Les joueurs
| Joueurs                                                   |    |    |    |    |
| Gardiens de but                                           |    |    |    |    |
| René Llense (AS Saint-Étienne) (11eet dernière sélection) | 90 |    |    |    |
| Julien Darui (Olympique lillois) (1resélection)           |    | 90 | 90 | 90 |
| Défenseurs                                                |    |    |    |    |
| Etienne Mattler (FC Sochaux)                              | 90 | 90 | 90 | 90 |
| Jules Vandooren (Olympique lillois)                       | 90 | 90 | 90 | 90 |
| Milieux                                                   |    |    |    |    |
| Auguste Jordan (Racing Paris)                             | 90 | 90 | 90 | 90 |
| François Bourbotte (SC Fives)                             | 90 | 90 | 90 | 90 |
| Roland Schmitt (FC Sète) (1resélection)                   | 90 |    |    |    |
| Raoul Diagne (Racing Paris)                               |    | 90 | 90 | 90 |
| Attaquants                                                |    |    |    |    |
| Oscar Heisserer (Racing Paris)                            | 90 | 90 | 90 | 90 |
| Larbi Ben Barek (Olympique de Marseille)                  | 90 | 90 | 90 |    |
| Alfred Aston (Racing Paris)                               | 90 | 90 |    |    |
| Emile Veinante (Racing Paris)                             | 90 |    |    | 90 |
| Mario Zatelli (Racing Paris) (1reet dernière sélection)   | 90 |    |    |    |
| Roger Courtois (FC Sochaux) (20esélection)                |    | 90 |    |    |
| Edmond Weiskopf (FC Metz) (1reet dernière sélection)      |    | 90 |    |    |
| Jules Bigot (Olympique lillois)                           |    |    | 90 | 90 |
| Désiré Koranyi (FC Sète) (1resélection)                   |    |    | 90 | 90 |
| Jules Mathé (Racing Paris) (uniques sélections)           |    |    | 90 | 90 |